# Twierdzenie Harnacka
Nierówność Harnacka – twierdzenie matematyczne opisujące zachowanie się ciągów funkcji harmonicznych.

## Sformułowanie
Niech {\displaystyle u_{n}} będzie ciągiem funkcji harmonicznych określonych na otwartym zbiorze {\displaystyle {\mathcal {U}}\subset \mathbb {R} ^{n}.}
- Jeśli {\displaystyle u_{n}\to u} niemal jednostajnie w {\displaystyle {\mathcal {U}},} to {\displaystyle u} jest funkcją harmoniczną.
- Jeśli {\displaystyle u_{n}} jest ciągiem rosnącym, to albo {\displaystyle u_{n}} jest zbieżny niemal jednostajnie, albo {\displaystyle \forall _{z\in {\mathcal {U}}}{u_{n}(z)\to +\infty }.}